# Lineae di Europa
Segue una lista delle lineae presenti sulla superficie di Europa. La nomenclatura di Europa è regolata dall'Unione Astronomica Internazionale; la lista contiene solo formazioni esogeologiche ufficialmente riconosciute da tale istituzione.
Le lineae di Europa portano i nomi di personaggi e luoghi associati al mito di Europa e di suo fratello Cadmo oppure di importanti allineamenti di pietre megalitiche costruite nel neolitico nelle odierne Gran Bretagna e Francia.

## Prospetto
| Linea              | Eponimo                                                                            | Latitudine | Longitudine | Diametro |
| ------------------ | ---------------------------------------------------------------------------------- | ---------- | ----------- | -------- |
| Acacallis Linea    | Acacallide - Nipote di Europa.                                                     | 5,27° S    | 225,56° W   | 940 km   |
| Adonis Linea       | Adone - Nipote di Europa.                                                          | 61° S      | 122,6° W    | 1560 km  |
| Agave Linea        | Agave - Figlia di Cadmo.                                                           | 12,8° N    | 273,1° W    | 1440 km  |
| Agenor Linea       | Agenore - Padre di Europa e Cadmo.                                                 | 43,8° S    | 213,5° W    | 1496 km  |
| Alphesiboea Linea  | Alfesibea - Nipote di Europa.                                                      | 25,1° S    | 175,9° W    | 1438 km  |
| Ancaeus Linea      | Anceo - Nipote di Europa.                                                          | 57,82° N   | 182,46° W   | 145 km   |
| Androgeos Linea    | Androgeo - Nipote di Europa.                                                       | 11,7° N    | 279,3° W    | 723 km   |
| Arachne Linea      | Aracne - Fanciulla che sfida Atena nell'arte della tessitura.                      | 8,82° S    | 219,96° W   | 954 km   |
| Argiope Linea      | Argiope - Madre di Europa e Cadmo.                                                 | 1,7° S     | 195,6° W    | 689 km   |
| Asterius Linea     | Asterio - Marito di Europa.                                                        | 14,9° N    | 270,8° W    | 1943 km  |
| Astypalaea Linea   | Astipalea - Sorella di Europa e Cadmo.                                             | 75,8° S    | 212,1° W    | 817 km   |
| Autonoë Linea      | Autonoe - Figlia di Cadmo                                                          | 18,2° N    | 165,1° W    | 760 km   |
| Belus Linea        | Belo - Zio paterno di Europa e Cadmo.                                              | 9,3° N     | 231,4° W    | 2437 km  |
| Butterdon Linea    | Butterdon Hill - Allineamento megalitico in Inghilterra.                           | 44,7° S    | 0,1° W      | 1900 km  |
| Cadmus Linea       | Cadmo - Fratello di Europa.                                                        | 38,7° N    | 191,7° W    | 3548 km  |
| Chthonius Linea    | Ctonio - Uno dei cinque Sparti sopravvissuti.                                      | 1,4° S     | 304,2° W    | 2180 km  |
| Corick Linea       | Corick - Allineamento megalitico in Irlanda del Nord.                              | 17,8° N    | 18,3° W     | 1300 km  |
| Drizzlecomb Linea  | Drizzlecombe - Allineamento megalitico in Inghilterra.                             | 7,7° N     | 111,7° W    | 1500 km  |
| Drumskinny Linea   | Drumskinny - Allineamento megalitico in Irlanda del Nord.                          | 48,3° N    | 161° W      | 1375 km  |
| Echion Linea       | Echione - Uno dei cinque Sparti sopravvissuti.                                     | 11,6° S    | 185,2° W    | 1026 km  |
| Euphemus Linea     | Eufemo - Figlio di Europa.                                                         | 11,4° S    | 45,7° W     | 1250 km  |
| Glaukos Linea      | Glauco - Nipote di Europa.                                                         | 57,8° N    | 230,9° W    | 1400 km  |
| Harmonia Linea     | Armonia - Moglie di Cadmo.                                                         | 28° N      | 171,7° W    | 1154 km  |
| Hyperenor Linea    | Iperenore - Uno dei cinque Sparti sopravvissuti.                                   | 12,1° S    | 324,4° W    | 2996 km  |
| Ino Linea          | Ino - Figlia di Cadmo.                                                             | 1,7° S     | 174,6° W    | 1515 km  |
| Katreus Linea      | Catreo - Nipote di Europa.                                                         | 38,8° S    | 213,3° W    | 195 km   |
| Kennet Linea       | West Kennet Long Barrow - Allineamento megalitico in Inghilterra.                  | 41° S      | 312° W      | 3200 km  |
| Libya Linea        | Libia - Nonna paterna di Europa e Cadmo.                                           | 41° S      | 312° W      | 3200 km  |
| Mehen Linea        | Mehen - Allineamento megalitico in Bretagna.                                       | 56° N      | 236,7° W    | 1500 km  |
| Merrivale Linea    | Merrivale - Allineamento megalitico in Inghilterra.                                | 41° S      | 299,5° W    | 1600 km  |
| Minos Linea        | Minosse - Figlio di Europa.                                                        | 47,2° N    | 195,2° W    | 2170 km  |
| Onga Linea         | Onga - Nome in fenicio di Atene.                                                   | 38,7° S    | 211,3° W    | 870 km   |
| Pasiphae Linea     | Pasifae - Nuora di Europa, in quanto moglie di Minosse.                            | 41,08° N   | 8,06° W     | 1306 km  |
| Pelagon Linea      | Pelagonte - Re della Focide che dona a Cadmo la vacca che lo guiderà in Beozia.    | 35,5° N    | 173,6° W    | 616,7 km |
| Pelorus Linea      | Pelore - Uno dei cinque Sparti sopravvissuti.                                      | 19,8° S    | 188,3° W    | 1535 km  |
| Phineus Linea      | Fineo - Fratello di Europa e Cadmo.                                                | 29,8° S    | 319,9° W    | 2004 km  |
| Phoenix Linea      | Fenice - Fratello di Europa e Cadmo.                                               | 16,6° N    | 188,8° W    | 1621 km  |
| Rhadamanthys Linea | Radamanto - Figlio di Europa.                                                      | 19,3° N    | 200,5° W    | 1747 km  |
| Sarpedon Linea     | Sarpedonte - Figlio di Europa.                                                     | 49,5° S    | 92,9° W     | 900 km   |
| Sharpitor Linea    | Sharpitor - Allineamento megalitico in Inghilterra.                                | 65,4° N    | 171,7° W    | 1650 km  |
| Sparti Linea       | Sparti - Gli uomini nati dai denti di drago seminati da Cadmo.                     | 59,3° N    | 245,5° W    | 1600 km  |
| Staldon Linea      | Stalldown Barrow - Allineamento megalitico in Inghilterra.                         | 0,8° S     | 27,4° W     | 1525 km  |
| Tectamus Linea     | Tettamo - Suocero di Europa.                                                       | 26,9° N    | 199,2° W    | 2096 km  |
| Telephassa Linea   | Telefassa - Madre di Europa.                                                       | 0,8° S     | 177,2° W    | 777 km   |
| Thasus Linea       | Taso - Fratello di Europa.                                                         | 66,1° S    | 184° W      | 669,3 km |
| Thynia Linea       | Tinia - Regione storica corrispondente all'odierna penisola orientale del Bosforo. | 59,2° S    | 154,5° W    | 412,6 km |
| Tormsdale Linea    | Tormsdale - Allineamento megalitico in Scozia.                                     | 47,7° N    | 258° W      | 875 km   |
| Udaeus Linea       | Udeo - Uno dei cinque Sparti sopravvissuti.                                        | 48,6° N    | 239,4° W    | 2050 km  |
| Yelland Linea      | Yelland - Allineamento megalitico in Inghilterra.                                  | 16,7° S    | 196° W      | 186 km   |